# Войбокало (станция)
Во́йбокало — станция Волховстроевского отделения Октябрьской железной дороги на линии Санкт-Петербург — Волховстрой. Расположена в посёлке Войбокало. Обслуживает жителей Шумского сельского поселения, в частности, село Шум, посёлок и деревню Войбокало, посёлок Концы, деревню Сибола.
Согласно «Словарю географических названий Ленинградской области» название Войбокало — производное от собственного финского имени Войбока, суффикс «ла» имеет в финских словах значения «место», «усадьба» — усадьба Войбока.

## История
В 1901 году было начато строительство Обухово-Вятской железной дороги. Станция Войбокало была открыта в 1905 году и получила своё название по посёлку.
Наибольшую известность станция получила в годы Великой Отечественной войны как важный перевалочный пункт на «Дороге жизни», через который осуществлялась доставка продовольствия и грузов в осаждённый Ленинград, а также эвакуация его жителей на «Большую землю». 11 января 1942 года Государственный комитет обороны издал постановление «О строительстве железной дороги от станции Войбокало до Ленинграда». Предполагалось за месяц построить ветку от станции Войбокало до окончания Кареджской песчаной косы на Ладожском озере. Строительство началось 20 января, к 6 февраля был готов участок Войбокало — Лаврово, а 10 февраля первый поезд весом 1200 тонн отошел от Войбокало к станции Кобона с грузом продовольствия для жителей Ленинграда. С этого момента из города стали вывозить по «Дороге жизни» по 3-4 тысячи человек в сутки, а с марта 1942 года — до 6 тысяч человек.
Остатки этой железнодорожной линии можно обнаружить неподалёку от станции и в настоящее время.
В ознаменование событий военных лет на станции Войбокало в 1975 году был установлен памятный знак (автор проекта — архитектор С. С. Натонин). На нём схематично изображена железнодорожная ветка от Войбокало до берега Ладожского озера. На стелу из белого бетона помещена табличка с надписью: «Через станцию Войбокало в 1941—1943 гг. проходила „Дорога Жизни“, соединявшая осаждённый Ленинград со всей страной». В композицию включён мемориальный километровый знак, решённый в тех же формах, что и памятные километровые столбы на «Дороге жизни».

## Галерея

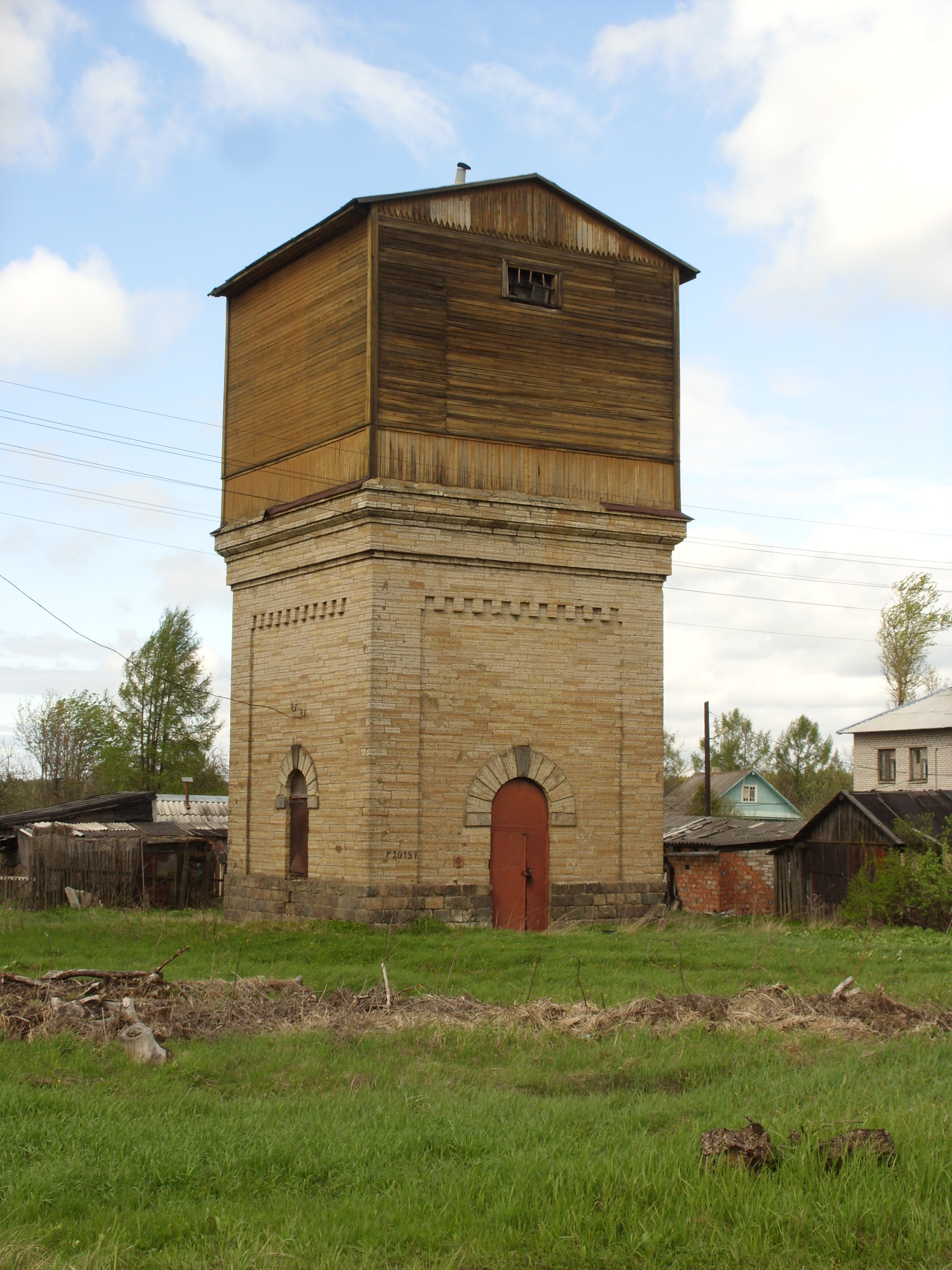
Водонапорная башня
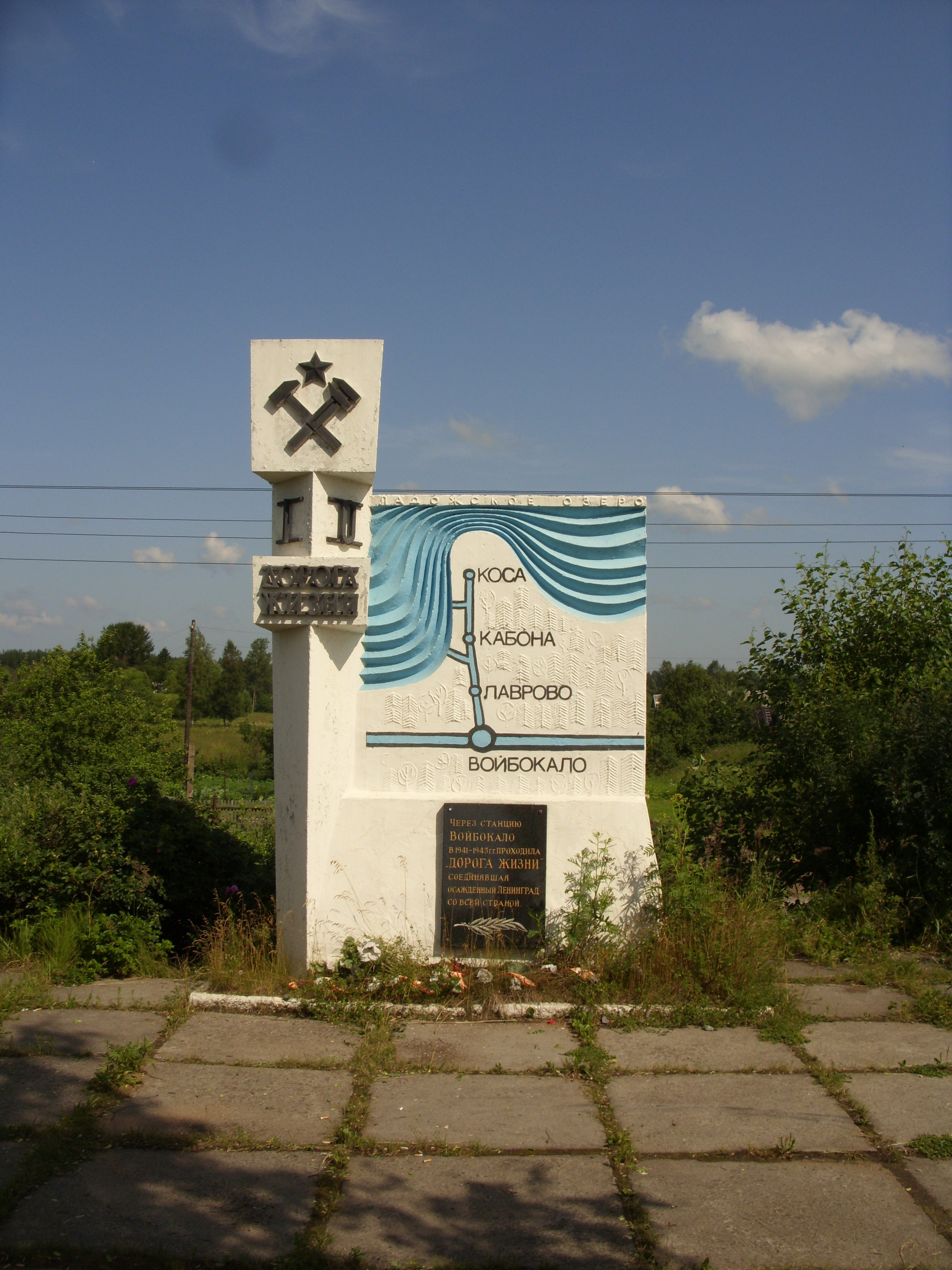
Памятник «Дороге жизни»
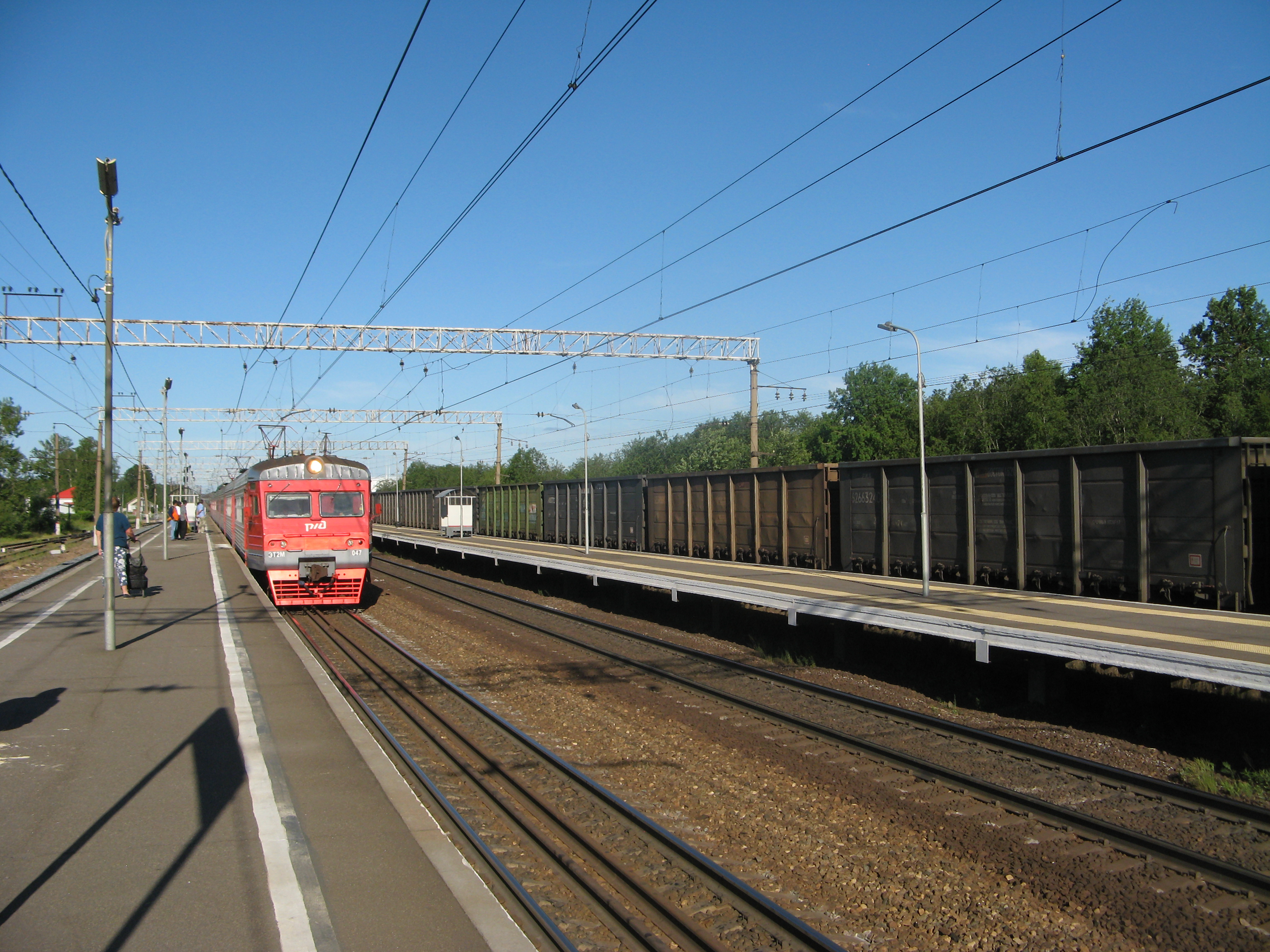
Электропоезд на станции
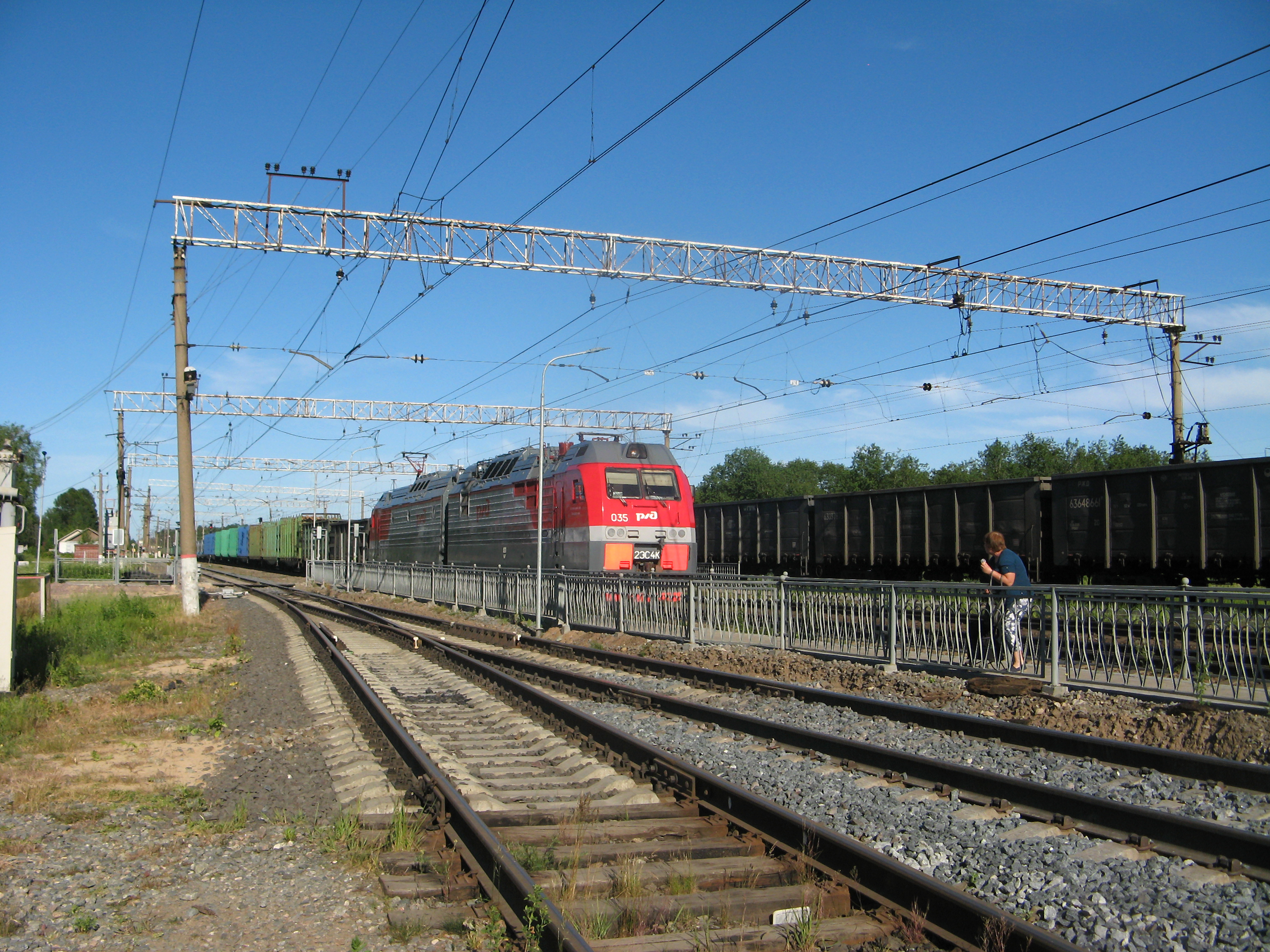
Товарный поезд проходит станцию